# Kazuma Takayama
Kazuma Takayama (高山 和真 Takayama Kazuma?, Saitama, 14 de julio de 1996) es un exfutbolista japonés que jugaba como defensa.

## Trayectoria

### Clubes
| Club                       | País     | Año       |
| -------------------------- | -------- | --------- |
| Omiya Ardija               | Japón    | 2015-2021 |
| J. League sub-22 (cedido)  | Japón    | 2015      |
| Montedio Yamagata (cedido) | Japón    | 2020      |
| Kataller Toyama            | Japón    | 2022      |
| Hougang United F. C.       | Singapur | 2023      |